# Church-komitéen
Church-komitéen (på engelsk Church Committee eller formelt United States Senate Select Committee to Study Governmental Operations with Respect to Intelligence Activities) var en udvalgt komité i det amerikanske Senat fra 1975, der undersøgte magtmisbrug fra Central Intelligence Agency (CIA), National Security Agency (NSA), Federal Bureau of Investigation (FBI) og Internal Revenue Service (IRS). Komitéen var ledet af senator Frank Church (D-ID), og var en del af en række undersøgelser af efterretningsmisbrug fra 1975 – der derfor også blev kendt som "Year of Intelligence" – hvilket også omfattede Repræsentanternes Hus' modstykke, Pike-komitéen, og præsident Gerald Fords Rockefeller-kommissionen. Komitéens arbejde afstedkom oprettelsen af det permanente Efterretningskomité i Senats (engelsk: "U.S. Senate Select Committee on Intelligence").
De mest chokerende afsløringer fra komiteen omfattede:
- Projekt MKUltra, der involverer bedøvelse og tortur af uvidende amerikanske borgere som en del af menneskelige eksperimenter med tankekontrol.[1][2] COINTELPRO, der involverede overvågning og infiltration af amerikanske politiske og borgerrettighedsorganisationer.[3]
- Family Jewels, som var et CIA-program omhandlende hemmelige attentater på udenlandske ledere.[4][5][6][7]
- Operation Mockingbird, som var en systematisk propagandakampagne, hvor både indenlandske og udenlandske journalister blev rekrutteret og brugt som CIA-aktiver.[8]
- Projekt SHAMROCK, som var et projekt, hvor store teleselskaber delte deres data med NSA (dermed bekræftede man officielt for første gang eksistensen af dette signalefterretningsagentur til offentligheden).

## Baggrund
I de tidlige år af 1970'erne havde pressen kunne afsløre en række bekymrende efterretningsaktiviteter. Efterretningsofficer Christopher Pyle kom indledningsvis, i januar 1970, frem med afsløringerne om, at den amerikanske hær udspionerede civilbefolkningen. Senator Sam Ervins (D-NC) senatsundersøgelser frembragte efterfølgende flere afsløringer. Den 22. december 1974 publicerede The New York Times en lang artikel af Seymour Hersh (en graverjournalist) der kortlagde forskellige operationer, som CIA havde udført gennem årene, og som var blevet døbt "Family Jewels". Der blev ligeledes rapporteret om hemmelige programmer, der involverer mordforsøg på udenlandske ledere og hemmelige forsøg på at undergrave udenlandske regeringer. Derudover diskuterede artiklen efterretningstjenesternes arbejde i forhold til at indsamle oplysninger om amerikanske borgeres politiske aktiviteter.
Oprettelsen af Church-komitéen blev godkendt den 27. januar 1975 med 82 stemmer for og 4 stemmer mod i Senatet.

## Oversigt
Church-komitéen endelige rapport udkom i april 1976 i seks bøger. Der blev ligeledes udgivet syv bind af Church-komitéens høringer i Senatet.
Inden udgivelsen af den endelige rapport udgav komitéen også en foreløbig rapport med titlen "Alleged Assassination Plots Involving Foreign Leaders" (dansk: "Påståede mordforsøg på udenlandske ledere"), som undersøgte påståede forsøg på at myrde udenlandske ledere, herunder Patrice Lumumba fra Zaire (i dag kendt som Demokratiske Republik Congo), Rafael Trujillo fra Den Dominikanske Republik, Ngo Dinh Diem fra Sydvietnam, General René Schneider fra Chile og Fidel Castro fra Cuba. Præsident Gerald Ford opfordrede ihærdigt Senatet til at tilbageholde rapporten fra offentligheden, men det lykkedes ikke. Under anbefaling og pres fra komitéen udstedte Gerald Ford et præsidentielt dekret, den såkaldte Executive Order 11905 (i sidste ende erstattet i 1981 af præsident Reagans Executive Order 12333), der forbød USA i blåstemple mordforsøg på udenlandske ledere.
Derudover producerede komitéen syv casestudier om hemmelige operationer, men kun den om Chile blev frigivet, med titlen "Covert Action in Chile: 1963–1973" (dansk: "Hemmelig handling i Chile: 1963–1973". Resten blev holdt hemmelige på CIA's anmodning.Prados, John (2006). Safe for Democracy: The Secret Wars of the CIA. Ivan R. Dee. s. 438–439. ISBN 9781615780112.
I henhold til en afklassificeret historie fra National Security Agency hjalp Church-komitéen også med at afdække NSA's overvågningsliste. Oplysningerne til listen blev samlet i den såkaldte "Rhyming Dictionary" af biografisk information, som på sit højeste rummede millioner af navne - hvoraf tusinder var amerikanske statsborgere. Nogle fremtrædende personer på denne liste var Joanne Woodward, Thomas Watson, Walter Mondale, Art Buchwald, Arthur F. Burns, Gregory Peck, Otis G. Pike, Tom Wicker, Whitney Young, Howard Baker, Frank Church, David Dellinger og Ralph Abernathy.
Men blandt de mest chokerende afsløringer fra komitéen var opdagelsen af Operation SHAMROCK, der afslørede, at de store teleselskaber delte deres trafik (data) med NSA fra 1945 til begyndelsen af 1970'erne. Oplysningerne indsamlet via denne operation blev videreført direkte til NSA's overvågningsliste. I 1975 besluttede komiteen ensidigt at afklassificere detaljerne i denne operation, til trods for indsigelser fra Ford-administration.
Church-komitéen beretninger og afsløringer udgør tilsammen en af de mest omfattende gennemgange af efterretningsaktiviteter, der nogensinde er blevet stillet til rådighed for offentligheden. Meget af indholdet blev klassificeret, men over 50.000 sider blev afklassificeret i henhold til præsident John F. Kennedy Assassination Records Collection Act af 1992.

## Komitéens medlemmer
| Flertal (demokratisk) | Minoritet (republikansk) |
| --- | --- |
| - Frank Church, formand, Idaho - Philip Hart, Michigan - Walter Mondale, Minnesota - Walter Huddleston, Kentucky - Robert Morgan, North Carolina - Gary Hart, Colorado | - John Tower, næstformand, Texas - Howard Baker, Tennessee - Barry Goldwater, Arizona - Charles Mathias, Maryland - Richard Schweiker, Pennsylvania |

- Medlemmer af Church-komitéen
- Frank Church (D-ID)
- John Tower (R-TX)
- Philip Hart (D-MI)
- Howard Baker (R-TN)
- Walter Mondale (D-MN)
- Barry Goldwater (R-AZ)
- Walter Huddleston (D-KY)
- Charles Mathias (R-MD)
- Robert Morgan (D-NC)
- Richard Schweiker (R-PA)
- Gary Hart (D-CO)

## Åbning af post
Church-komitéen erfarede, at CIA og FBI i forbindelse med et program kaldet "HTLINGUAL" havde opsnappet, åbnet og fotograferet mere end 215.000 breve i perioden fra start 1950'erne til 1973. Dette program blev udført under "mail covers"-programmet (en "mail cover" er en proces, hvorved en regering registrerer – uden en retslig kendelse eller uden at meddele herom – alle oplysninger på ydersiden af en kuvert eller pakke, inklusive navnet på afsender og modtager). Church-komitéens rapport fandt, at CIA var omhyggelig med at sikre, at det amerikanske postvæsen blev holdt i uvidenhed om, at de åbnede deres post. CIA-agenter flyttede eksempelvis post til et privat rum, hvor de efterfølgende kunne åbne posten uden postvæsnets kendskab. Ligeledes åbnede de i nogle tilfælde konvolutter om natten efter at have proppet dem i dokumentmapper eller frakkelommer for at bedrage postvæsnets medarbejder.

## Ford-administrationen og Church-komitéen
Den 9. maj 1975 besluttede Church-komitéen at indkalde den fungerende CIA-direktør, William Colby. Samme dag udarbejdede Fords toprådgivere (Henry Kissinger, Donald Rumsfeld, Philip W. Buchen og John Marsh) en anbefaling om, at Colby kun fik tilladelse til at briefe komitéen i stedet for at vidne. Ligeledes ville han blive bedt om kun at diskutere det generelle emne, mens han skulle undgå at diskutere detaljer om specifikke hemmelige handlinger. Men Church-komitéen havde fuld autoritet til at indkalde til en høring og kræve Colbys vidnesbyrd. Ford og hans toprådgivere mødtes med Colby for at forberede ham til høringen. Colby vidnede: "De sidste to måneder har sat den amerikanske efterretningstjeneste i fare. Den næsten hysteriske begejstring omkring enhver nyhedshistorie, der nævner CIA eller endda refererer til en helt legitim aktivitet af CIA, har rejst et spørgsmål om, hvorvidt hemmelige efterretningsoperationer kan udføres af USA."

## Resultater af undersøgelsen
Den 17. august 1975 optrådte senator Frank Church på NBC's Meet the Press og diskuterede NSA uden at nævne det ved navn:
| Citat | In the need to develop a capacity to know what potential enemies are doing, the United States government has perfected a technological capability that enables us to monitor the messages that go through the air. (...) Now, that is necessary and important to the United States as we look abroad at enemies or potential enemies. We must know, at the same time, that capability at any time could be turned around on the American people, and no American would have any privacy left: such is the capability to monitor everything—telephone conversations, telegrams, it doesn't matter. There would be no place to hide. If this government ever became a tyranny, if a dictator ever took charge in this country, the technological capacity that the intelligence community has given the government could enable it to impose total tyranny, and there would be no way to fight back because the most careful effort to combine together in resistance to the government, no matter how privately it was done, is within the reach of the government to know. Such is the capability of this technology. (...) I don't want to see this country ever go across the bridge. I know the capacity that is there to make tyranny total in America, and we must see to it that this agency and all agencies that possess this technology operate within the law and under proper supervision so that we never cross over that abyss. That is the abyss from which there is no return. | Citat |
|       | |       |

## Efterspil
Som et resultat af det politiske pres, som Church-komitéens (og Pike-komitéen) afsløringerne afstedkom, udstedte præsident Gerald Ford et præsidentielt dekret, såkaldte Executive Order 11905. Dette dekret forbød politiske mord: "Ingen ansat i USA's regering må deltage i, eller konspirere til at deltage i, politisk mord." Senator Church kritiserede dette skridt med den begrundelse, at enhver fremtidig præsident nemt kunne tilsidesætte eller ændre denne bekendtgørelse ved blot at udstede et nyt præsidentielt dekret. Præsident Jimmy Carter udstedte Executive Order 12036, som på nogle måder udvidede Executive Order 11905.
I 1977 skrev reporteren Carl Bernstein en artikel i magasinet Rolling Stone, hvori han udtalte, at forholdet mellem CIA og medierne var langt mere omfattende, end hvad Church-komitéen havde afsløret. Bernstein sagde, at komitéen havde dækket over det, fordi det ville have vist "pinlige forhold i 1950'erne og 1960'erne med nogle af de mest magtfulde organisationer og enkeltpersoner i amerikansk journalistik."
R. Emmett Tyrrell Jr., redaktør af det konservative magasin The American Spectator, skrev, at komiteen "forrådte CIA-agenter og -operationer." Komiteen havde ikke modtaget nogle konkrette navne, så der var ingen konkrette navne at frigive, hvilket blev bekræftet af den senere CIA-direktør George H.W. Bush. Senator Jim McClure brugte dog påstanden ved valget i 1980, da Church blev besejret.
Komitéens arbejde er for nylig blevet kritiseret efter angrebene den 11. september for at føre til lovgivning, der reducerer CIA's evne til at indsamle menneskelig efterretning. Som svar på denne kritik udgav komiteens chefrådgiver, Frederick A.O. Schwarz Jr., en bog, der var medforfatter af Aziz Z. Huq, og fordømte Bush-administrationens brug af 9/11 til at fremsætte "monarkistiske påstande", der var "uden fortilfælde på denne side af Nordatlanten".

## Yderligere læsning
- Johnson, Loch K. (1988). A Season of Inquiry, Congress and Intelligence. Chicago: Dorsey Press. ISBN 978-0-256-06320-2.
- Smist, Frank J., Jr. (1990). Congress Oversees the United States Intelligence Community, 1947–1989. Knoxville: University of Tennessee Press. ISBN 978-0-87049-651-6.

## Eksterne links
- Church-komitéens rapporter (Assassination Archives & Research Center)
- National Security Agency Tracking of U.S. Citizens – "Questionable Practices" from 1960s & 1970s udgivet af National Security Archive
- Church Report: Covert Action in Chile 1963-1973 (US Dept. of State)
- Interviews with William Colby and Richard Helms from cia.gov
- Recollections from the Church Committee's Investigation of NSA from cia.gov
- Church Committee Reports (Mary Ferrell Foundation)
- Book 1: Final report of the Select Committee to Study Governmental Operations with Respect to Intelligence Activities, United States Senate : together with additional, supplemental, and separate views. United States Government Printing Office. 26. april 1976. s. 391.
- Church Committee Report On Diem Coup Arkiveret 15. juni 2013 hos  Wayback Machine
- Flashback: A Look Back at the Church Committee’s Investigation into CIA, FBI Misuse of Power
- The Church Committee: Idaho's Reaction to Its Senator's Involvement in the Investigation of the Intelligence Community